# ژان پاسکال
ژان پاسکال (انگلیسی: Jean Pascal؛ زادهٔ ۲۸ اکتبر ۱۹۸۲) بوکسور اهل کانادا است.